# 辛德凯德拉贾
辛德凯德拉贾（Sindkhed Raja），是印度马哈拉施特拉邦Buldana县的一个城镇。总人口13940（2001年）。

## 人口
该地2001年总人口13940人，其中男性7332人，女性6608人；0—6岁人口1938人，其中男1105人，女833人；识字率65.14%，其中男性为74.82%，女性为54.40%。